# مايل فلاناغان
مايل فلاناغان (بالإنجليزية: Maile Flanagan)‏ (وُلدت 19 مايو 1965م) هي ممثلة أمريكية معروفة لأدوارها ناروتو أوزوماكي في ناروتو و جيري أوفلانغان في 3واي و جانيت في يس مان.

## الأعمال الفنية

### أدوار حية

#### التلفاز
| العام     | العنوان                  | الدور                  | ملاحظات                                       |
| --------- | ------------------------ | ---------------------- | --------------------------------------------- |
| 1998      | تلفاز مجنون              | تشاز بونو              | دور غير مذكور؛ الحلقة #4.1                    |
| 2001      | معبر جدعون               | الممرضة دالي           | حلقتان: "الاصطدام"، "عرض غريب"                |
| 2001      | 61*                      | ربة منزل               | فيلم تلفزيوني                                 |
| 2001      | المواطن بينز             | كارمن                  | حلقة: "الرطم-الرطم-الرطم كله"                 |
| 2005      | خصائص ساخنة              | سيدة                   | حلقة: "أجسام قتلة"                            |
| 2005–2007 | غريز أناتومي             | عاملة صيانة المعمل     | 4 حلقات                                       |
| 2006      | ربيع الحب العالمي        | روث هاردوود            | حلقة: "النادي الخاسر"                         |
| 2006      | ربات بيوت يائسات         | أمينة صندوق            | حلقة: "فرقعة"                                 |
| 2006      | إي آر                    | إلين مارتينيلي         | حلقة: "لا تخبرني أي أسرار"                    |
| 2006      | يوم حافل                 | ليندا                  | حلقة: "بوبزيلا"                               |
| 2006–2007 | الصف                     | بيني                   | حلقتان: "الصف يشكر"، "الصف يعود إلى المستشفى" |
| 2007      | المكتب                   | أخت فيليس              | حلقة: "زفاف فيليس"                            |
| 2008      | رينو 991!                | السيدة كارلا           | حلقتان: "أخت قوية"، "حادثة دباغة الكشك"       |
| 2008      | قواعد الارتباط           | زميلة أودري            | حلقة واحدة                                    |
| 2009      | في الأمومة               | ليندا                  | حلقة: "في المرض وفي الصحة"                    |
| 2009      | آي كارلي                 | صوت إضافي              | حلقة: "أنا أرافق الدنغو"                      |
| 2010      | سفيتلانا                 | عميلة (مايل)           | حلقة: "التضميغ"                               |
| 2011      | ويدز                     | سيدة في الحمام البخاري | حلقة: "حقائب"                                 |
| 2012      | كوخ الكعكة               | كلب البلدغ             | حلقة: "المقدمة"                               |
| 2012–2016 | فئران المعمل             | تيري بيري              | دور مساعد، 44 حلقة                            |
| 2013      | آخر الرجال               | د. كاثي بولمان         | حلقة: "مهندس معماري جذاب"                     |
| 2013–2014 | وقح                      | كوني                   | 6 حلقات                                       |
| 2014      | معلمة سيئة               | ليندا                  | حلقتان                                        |
| 2015      | مايك ومولي               | دارلين                 | حلقة: "لعق الطين أو التمثال"                  |
| 2015      | العائلة الحديثة          | ضابطة الهجرة           | حلقة: "ألعاب وطنية"                           |
| 2016      | فئران المعمل: قوة النخبة | بيري                   | حلقة: "اتبعوا القائد"                         |

#### الأفلام
| العام | العنوان                        | الدور               | ملاحظات    |
| ----- | ------------------------------ | ------------------- | ---------- |
| 1998  | أوفرنايت دليفري                | سائس الغاز          |            |
| 2000  | لا تخرج أبدًا من القارب         | الممرضة لورا        |            |
| 2000  | كبينة الهاتف                   | لانا                |            |
| 2000  | الآن تعرف                      | شيلي                |            |
| 2003  | عميل المحطة                    | نادلة بابا          |            |
| 2007  | العدد 23                       | صديق الحزورات       |            |
| 2007  | إيفان الكبير                   | شخص بريد            |            |
| 2008  | يس مان                         | جانيت               | عاملة مخبز |
| 2008  | (500) يوم من الصيف             | العامل المشترك رودا |            |
| 2011  | المتحولون: الجانب المظلم للقمر | العاملة أكرتا       |            |
| 2012  | رونغ (فيلم)                    | الصيدلي             |            |
| 2012  | جانين من دي موين               | إيمي                |            |
| 2012  | الحياة ليست مزحة               | بيغي                | فيلم قصير  |
| 2013  | معلم العام                     | هانا مانينغ         |            |

### أدوار صوتية

#### التلفاز
| العام     | العنوان                    | الدور                | ملاحظات                       |
| --------- | -------------------------- | -------------------- | ----------------------------- |
| 1998      | الفرقة م 7                 | عجوز شمطاء، فتوة     | حلقة: "متلازمة جاك أولانتيرن" |
| 1999      | أوه نعم! رسوم متحركة       | فتى                  | حلقة: "عشب"                   |
| 2000      | مغامرات جاكي شان           | ماينارد              | حلقة: "فتوات"                 |
| 2003      | آسترو بوي                  | ماثيو                | النسخة الإنجليزية             |
| 2003–2006 | جيكرز! مغامرات بيغلي وينكس | بيغلي وينكس صغيرًا    | 36 حلقة                       |
| 2005–2009 | ناروتو                     | ناروتو أوزوماكي      | النسخة الإنجليزية             |
| 2007–2009 | مزرعة المشاغبين            | ميسي الحمل           |                               |
| 2009–الآن | ناروتو شيبودن              | ناروتو أوزوماكي      | النسخة الإنجليزية             |
| 2015–2016 | بيغ غوات بانانا و كريكيت   | بارتون، أصوات متعددة | 10 حلقات                      |

#### الأفلام
| العام | العنوان                                      | الدور                            | ملاحظات                                          |
| ----- | -------------------------------------------- | -------------------------------- | ------------------------------------------------ |
| 2001  | توم وجيري: الخاتم السحري                     | ولد                              |                                                  |
| 2005  | محارب الدمية                                 |                                  |                                                  |
| 2007  | فيلم ناروتو: صدام النينجا في أرض الثلج       | ناروتو أوزوماكي                  | النسخة الإنجليزية                                |
| 2008  | فيلم ناروتو: الأطلال الوهمية في أعماق الأرض  | ناروتو أوزوماكي                  | النسخة الإنجليزية بعنوان "أسطورة حجر جيليل"      |
| 2008  | فيلم ناروتو: ذعر الحيوان في جزيرة هلال القمر | ناروتو أوزوماكي                  | النسخة الإنجليزية "بعنوان حماة مملكة هلال القمر" |
| 2009  | ناروتو شيبودن: الفيلم                        | ناروتو أوزوماكي                  | النسخة الإنجليزية                                |
| 2009  | العصر الجليدي: فجر الديناصورات               | الأم آردفاك                      |                                                  |
| 2010  | كونغ فو ماغو                                 | أورانغو-تامي                     |                                                  |
| 2011  | رانغو                                        | لاكي                             |                                                  |
| 2011  | فيلم ناروتو شيبودن: الروابط                  | ناروتو أوزوماكي                  | النسخة الإنجليزية                                |
| 2012  | فيلم ناروتو شيبودن: إرادة النار              | ناروتو أوزوماكي                  | النسخة الإنجليزية                                |
| 2013  | فيلم ناروتو شيبودن: البرج المفقود            | ناروتو أوزوماكي                  | النسخة الإنجليزية                                |
| 2014  | فيلم ناروتو شيبودن: سجن الدم                 | ناروتو أوزوماكي                  | النسخة الإنجليزية                                |
| 2014  | فيلم ناروتو شيبودن: الطريق إلى النينجا       | ناروتو أوزوماكي، مينما أوزوماكي  | النسخة الإنجليزية                                |
| 2014  | إيفا ولالا                                   | لالا                             |                                                  |
| 2015  | الأخير: ناروتو الفيلم                        | ناروتو أوزوماكي، بوروتو أوزوماكي | النسخة الإنجليزية                                |
| 2016  | بوروتو: ناروتو الفيلم                        | ناروتو أوزوماكي                  | النسخة الإنجليزية                                |

### أعمال أخرى
| العام     | العنوان                 | الدور                      | ملاحظات               |
| --------- | ----------------------- | -------------------------- | --------------------- |
| 2006–الآن | ألعاب ناروتو            | ناروتو أوزوماكي            | لعبة فيديو            |
| 2008      | 3 واي                   | جيري أوفلاناغان            | مسلسل ويب             |
| 2010      | فاينل فانتازي XIII      | أصوات إضافية               | لعبة فيديو            |
| 2010      | سجلات فالكيريا II       | ألكسيس هيلدن، أصوات إضافية | لعبة فيديو            |
| 2012      | فاينل فانتازي XIII-2    | ريت                        | لعبة فيديو            |
| 2013      | طلقة ثانية              | جودي مونسون                | مسلسل ويب             |
| 2015      | أطفال السحرة يفعلون هذا | ليندر                      | فيلم رسوم متحركة قصير |

## وصلات خارجية
- مايل فلاناغان على موقع IMDb (الإنجليزية)
- مايل فلاناغان على موقع قاعدة بيانات الفيلم (الإنجليزية)
- مايل فلاناغان على موقع ANN person (الإنجليزية)